# Laurens van der Vinne

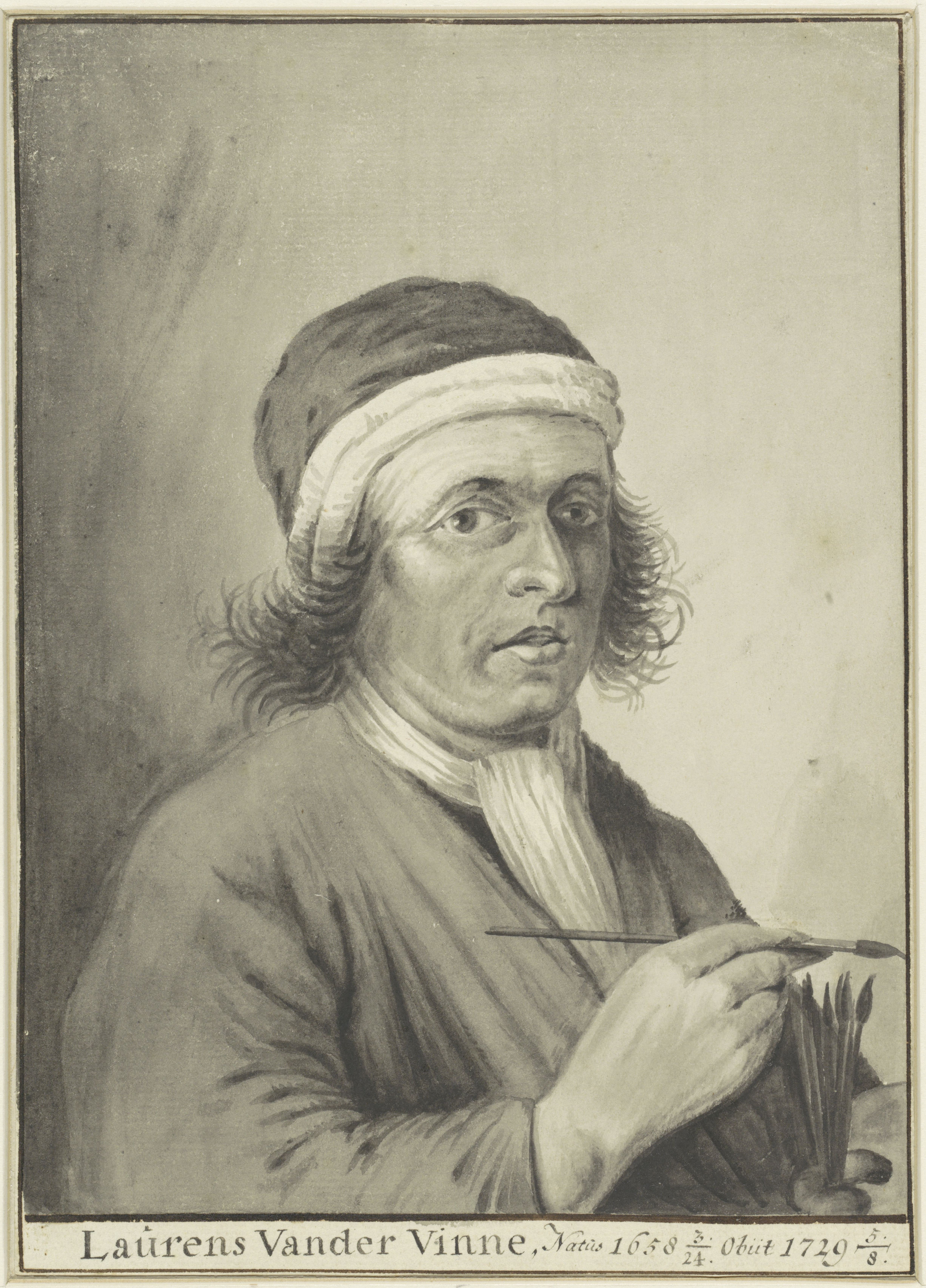
Portret van Laurens van der Vinne

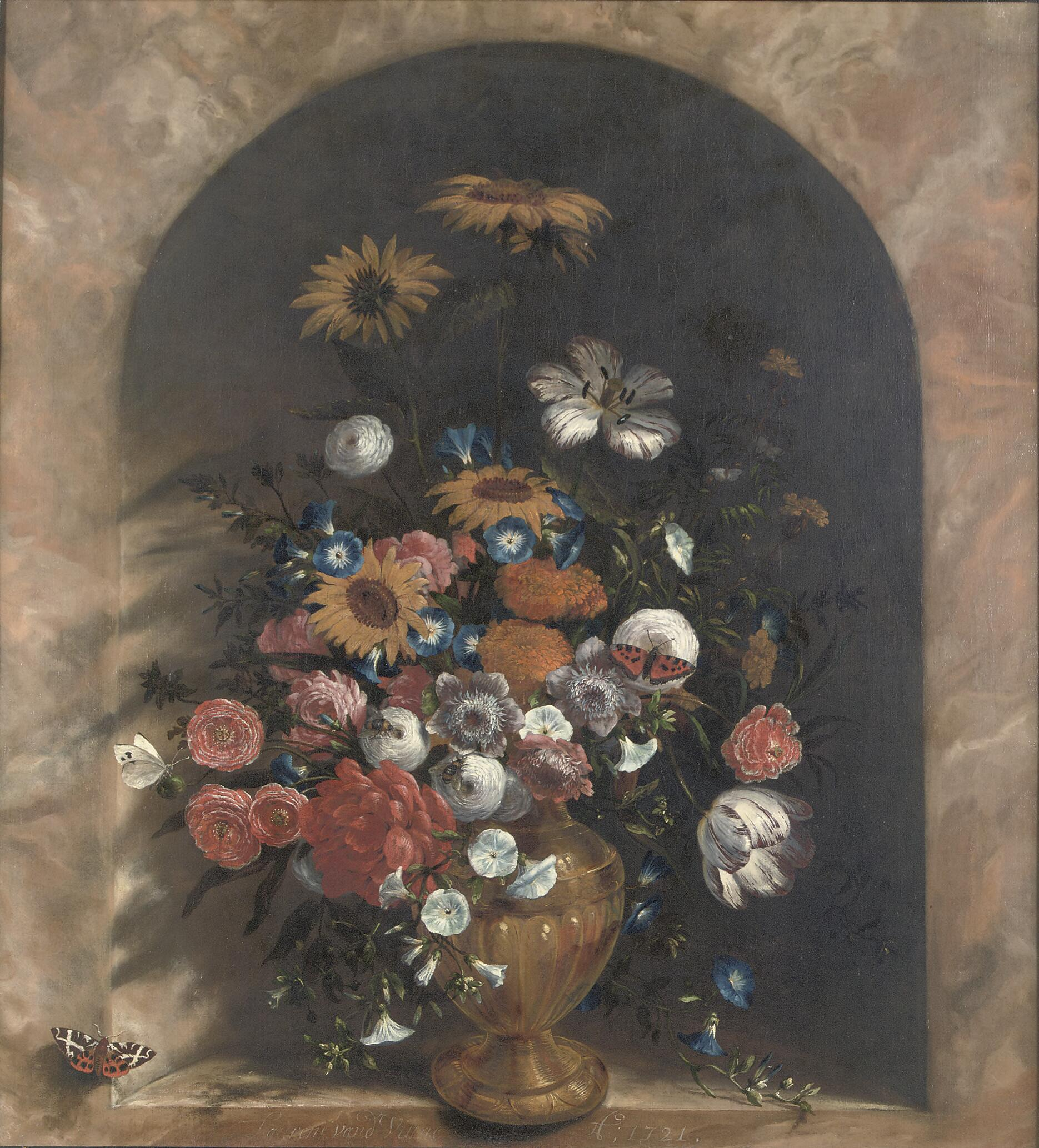
Zonnebloemen, rozen, tulpen en andere bloemen in een vergulde vaas in een trompe-l'oeil marmeren nis

Laurens Vincentsz van der Vinne (Haarlem, 1658 – aldaar, 1729) was een 18e-eeuwse Noord-Nederlandse schilder. Hij staat vooral bekend om landschappen en bloemstillevens. Zijn vader Vincent, zijn broers Jan en Isaac en zijn drie zonen Jacob, Jan Laurensz en Vincent II waren ook schilders.

## Biografie
Van der Vinne werd geboren en stierf in Haarlem. Volgens Houbraken was hij de oudste en artistiek meest begaafde zoon van de schilder Vincent van der Vinne. Laurens hielp zijn vader bij het opstellen van de lijst van 173 leden van het Haarlemse Sint-Lucasgilde die Vincent van der Vinne in 1702 produceerde. Hij leerde schilderen van zijn vader en zijn schilderijen waren vergelijkbaar, maar hij was vooral goed in het schilderen van bloemstillevens, waarvan hij er veel schilderde voor Philips de Flines, die een tuin met zeldzame planten uit Oost- en West-Indië had.
Volgens het RKD leerde hij schilderen van zijn vader en van de glasschilder Pieter Berchem. Hij werd lid van het Haarlemse Sint-Lucasgilde in 1685 en was decaan in 1722 en 1728.
Hij had een draad- en lintfabriek aan de Kleine Houtstraat 77 genaamd de "Vossekop".